# Viviane Isambert-Jamati
Viviane Isambert-Jamati, née Jamati le 22 octobre 1924 dans le 14e arrondissement de Paris et morte le 19 novembre 2019 à Meudon, est une sociologue de l'éducation et universitaire française. Elle est professeure de sciences de l'éducation à l'université Paris-Descartes de 1976 à 1990, spécialiste des questions liées au travail et à l'éducation.

## Biographie
Fille de Georges Jamati,, Viviane Isambert-Jamati fait des études de philosophie à la Sorbonne, où elle obtient un diplôme d’études supérieures. Pendant la Seconde Guerre mondiale, elle participe à des activités de résistance, comme agente de liaison au sein du réseau Périclès en 1943. Elle est recrutée comme chercheur au CNRS en sociologie en 1947, affectée au Centre d’études sociologiques récemment créé, puis est promue maître de recherches. Elle réalise ensuite une carrière en sciences de l’éducation à l’université Paris-5 où elle est nommée maître de conférences en 1970. Elle soutient en 1969 une thèse d'État en sociologie intitulée Les Objectifs de l'enseignement secondaire français depuis cent ans, sous la direction de Louis Girard à l'université Paris-IV, puis elle est nommée en 1976 professeure. Elle prend sa retraite académique en 1990.
Elle est la petite-nièce d'Edmond Goblot et publie la correspondance familiale des Dubois-Goblot. Elle épouse le sociologue François-André Isambert (1924-2017).
Elle meurt à Meudon le 19 novembre 2019.
Le 12 avril 2022, le Centre de recherche sur les liens sociaux (CERLIS) organise à Paris une journée lui rendant hommage ayant pour sujet "Viviane Isambert-Jamati (1924-2019). Une femme, une carrière, des savoirs en discussion". Interviennent notamment les historiens Antoine Prost et Georges Vigarello, les sociologues Jean-Michel Chapoulie, Olivier Martin, François de Singly et Régine Sirota et le psychologue Jean-Yves Rochex.

## Activités de recherche et éditoriales
La part la plus importante de son travail est consacrée à la sociologie de l'éducation. En 1955, elle est l'une des premières sociologues avec Madeleine Guilbert à étudier le travail féminin, en l’occurrence celui d'ouvrières à domicile. Elle publie sa thèse sous l'intitulé Crises de la société, crises de l'enseignement en 1970 et Les Savoirs scolaires. Enjeux sociaux des contenus d’enseignement et de leurs réformes en 1990.

## Publications
- L'Industrie horlogère dans la région de Besançon, Puf, coll. « Bibliothèque de sociologie contemporaine », Paris, 1955
- Crises de la société, crises de l'enseignement : sociologie de l'enseignement secondaire français, Puf, coll. « Bibliothèque de sociologie contemporaine », Paris, 1970
- La Réforme de l'enseignement du français à l'école élémentaire, Éditions du CNRS, coll. « Actions thématiques programmées : sciences humaines », Paris, 1977
- Culture technique et critique sociale à l'école élémentaire, Puf, coll. « Pédagogie d'aujourd'hui », Paris, 1984
- Les Savoirs scolaires. Enjeux sociaux des contenus d'enseignement et de leurs réformes, L'Harmattan, Paris, 1990
- Solidarité fraternelle et réussite sociale : la correspondance familiale des Dubois-Goblot : 1841-1882, L'Harmattan, coll. « Logiques sociales », Paris, 1995

## Distinctions
- 1945 : médaille de la Résistance[5]